# Пермское-на-Амуре
Пермское-на-Амуре или Пе́рмское — ныне город Комсомольск-на-Амуре Хабаровского края России. 
Основано в 1860 году . 10 декабря 1932 года селение Пермское Нижне-Тамбовского района Дальневосточного края преобразовано в город Комсомольск-на-Амуре.

## История
История появления его, как и других нижнеамурских деревень, связана с усилиями российских властей по укреплению дальневосточных рубежей в конце XIX века.
Экспедиция исследователя Амурского края, учёного-мореплавателя, адмирала Г. И. Невельского на транспорте «Байкал» в 1849 году впервые документально доказала, что река Амур судоходна, имеет выход в Тихий океан и как стратегическая артерия имеет огромное значение для России. Г. И. Невельской первый высказал предложение о создании нескольких постов («станков») на Амуре. Наконец, в 1857 году была создана специальная комиссия, ей было поручено выработать план создания на Амуре русских сёл. Возглавил кампанию топограф К. Ф. Будогосский. Комиссия изучила новейшие описания реки Амур и обратила внимание на записки русского учёного К. И. Максимовича, основоположника дальневосточной ботаники. В одной из записок Максимович высказал мысль, что в районе нанайского стойбища Мылки можно создать русское поселение.
Преимущество этого места К. Ф. Будогосский описал в плане так:

«Здесь скаты нагорного берега пологи, грунт земли — чернозём, ближайшие места поросли дровяным лесом, более лёгким к вырубке; строевой лес хотя и в шести верстах, но зато на противоположном берегу реки, текущей своим руслом, множество строевого леса, берег здесь приглубый, суда могут к нему пришвартовываться».

План Будогосского одобрил Н. Н. Муравьёв-Амурский.
До появления крестьян-переселенцев, военный губернатор Приамурья П. В. Казакевич (друг и сподвижник Невельского) весной 1860 года велел солдатам линейного батальона устанавливать почтовые станки от Софийска до реки Горин на расстоянии конного пробега (20-25 вёрст). Содержались они небольшим числом солдат и назывались так же, как и ближайшие гольдские селения. Нумерация станков начиналась от Хабаровки. Почтовая станция Мылки, расположенная недалеко от одноимённого нанайского стойбища, была по счету 16-я. Так, в июне-июле 1860 года были подготовлены срубы и для будущего села.
Только в самом начале августа крестьяне-переселенцы прибыли со своим скарбом, с лошадьми и коровами в Хабаровку; здесь они бросили жребий, где кому селиться. Группе переселенцев из Пермской губернии выпало селиться около нанайского селения Мылки и ручья Тогда.
Сюда, к почтовому станку Мылки, в августе 1860 года прибыла партия крестьян-переселенцев в количестве 30 семей и основала село Пермское-на-Амуре. 
Точная дата основания села не известна. До недавнего времени считалось, что село основано 18 августа, однако документальных архивных подтверждений дата не получила. Впервые она была названа в статье Б. Полевого «Это было век назад» в газете Дальневосточный Комсомольск» за август 1960 года. 

### Основание
Первопоселенцами села были семьи Рудневых, Силиных, Бормотовых, Кузнецовых, Гладких, Лушниковых, Барановых, Козицыных, Берсеневых, Барабановых, Пастуховых, Останиных, и др. На необжитых землях занялись строительством домов, раскорчёвкой тайги под пашню и огороды, заготовкой дров и продуктовых запасов на зиму.
Столб № 16 продолжительное время можно было видеть в селе. Через некоторое время новое село назвали в честь малой родины: Пермским. Согласно «Описанию Софийского округа Приморской области Восточной Сибири от 1869 года», составленного софийским исправником П. Новицким, находилось оно «в 352 верстах от Хабаровки, имело 40 жилых зданий, 128 жителей».
В «Географическо-статическом словаре Амурской и Приморской области с включением некоторых пунктов сопредельных с ними стран», составленном преподавателем Благовещенской мужской гимназии А. Кирилловым и изданном в 1894 году, на стр. 316 о селе Пермском было сказано: «Пермское селение Приморской области, Софийского округа, на левом берегу Амура, в 352,5 верстах ниже Хабаровки и 266 выше Софийска, основано переселенцами Пермской губернии в 1860 году; в 1888 году в нем числилось: часовня во имя Святого пророка Ильи, дворов 26 и жителей 78 мужского и 82 женского пола. Занятия жителей: заготовка дров для пароходов, почтовая гоньба, рыбный промысел и в незначительных размерах земледелие, развитию которого препятствует недостаток для сельского хозяйства земель».

### Преобразование
В феврале 1932 года Правительственная комиссия по вопросам экономики и обороноспособности Дальневосточного края под руководством Я. Б. Гамарника выбрала площадку под строительство судостроительного завода в селе Пермском.
10 мая 1932 года к селу на пароходах прибыла первая партия строителей будущего завода.
Ещё до прибытия строителей, в начале марта 1932 года в селе Пермском побывал экспедиционный отряд «Дальпромстроя» (организации, отвечающей за строительство судостроительного завода), который провел инвентаризацию жилых зданий села на предмет временного размещения первого эшелона рабочей силы. Руководитель отряда М. С. Глезер в докладной записке от 16 марта 1932 года начальнику строительства И. А. Каттелю сообщил: 

«Согласно составленной инвентаризационной описи село Пермское имеет:
1. Жилые строения, состоящие из 47 деревянных домов общей площадью 2945 м².
2. Надворные постройки — 5627 м². В том числе:
амбары 462 кв. м.,
бани 63 кв. м.,
навесы и крытые сараи 2890 кв. м.,
помещения для скота 2212 кв. м.,
здание религиозного культа 87 кв. м.,
административные и жилые здания, принадлежащие Амурскому пароходству, 210 м².
Стоимость всех построек села Пермского, подлежащих отчуждению под строительную площадку, оценена в 387,6 тыс.рублей».
Получив небольшие денежные компенсации за оставленные дома, большая часть жителей села перебралась в село Блюхерево (с 1939 года — Чапаевка), специально отведённое для них ниже площадки строящегося города, другие «разъехались по родственникам» в сёла Нижнетамбовского района, некоторые остались на строительстве города. Место для нового посёлка Чапаевка было выбрано неудачно, в 1956 году большая вода снесла практически все дома и жители были перевезены в посёлок Галичный.
10 декабря 1932 года Постановлением Президиума ВЦИК селение Пермское Нижнетамбовского района ДВК преобразовывают «в город, присвоив ему наименование Комсомольск-на-Амуре». В освободившихся домах села Пермского открываются первые административные учреждения города, а первая улица города, состоящая из бывших домов села, стала наименоваться «улица Пермская».
Дома села Пермского стояли на берегу Амура до начала 60-х годов XX века — когда и были снесены.
По сегодняшний день официальная историография города считает, что село было ликвидировано. Хотя никаких документов о его ликвидации не существует. Напротив, село получило новый, более высокий статус города. Населенный пункт при этом не изменился.

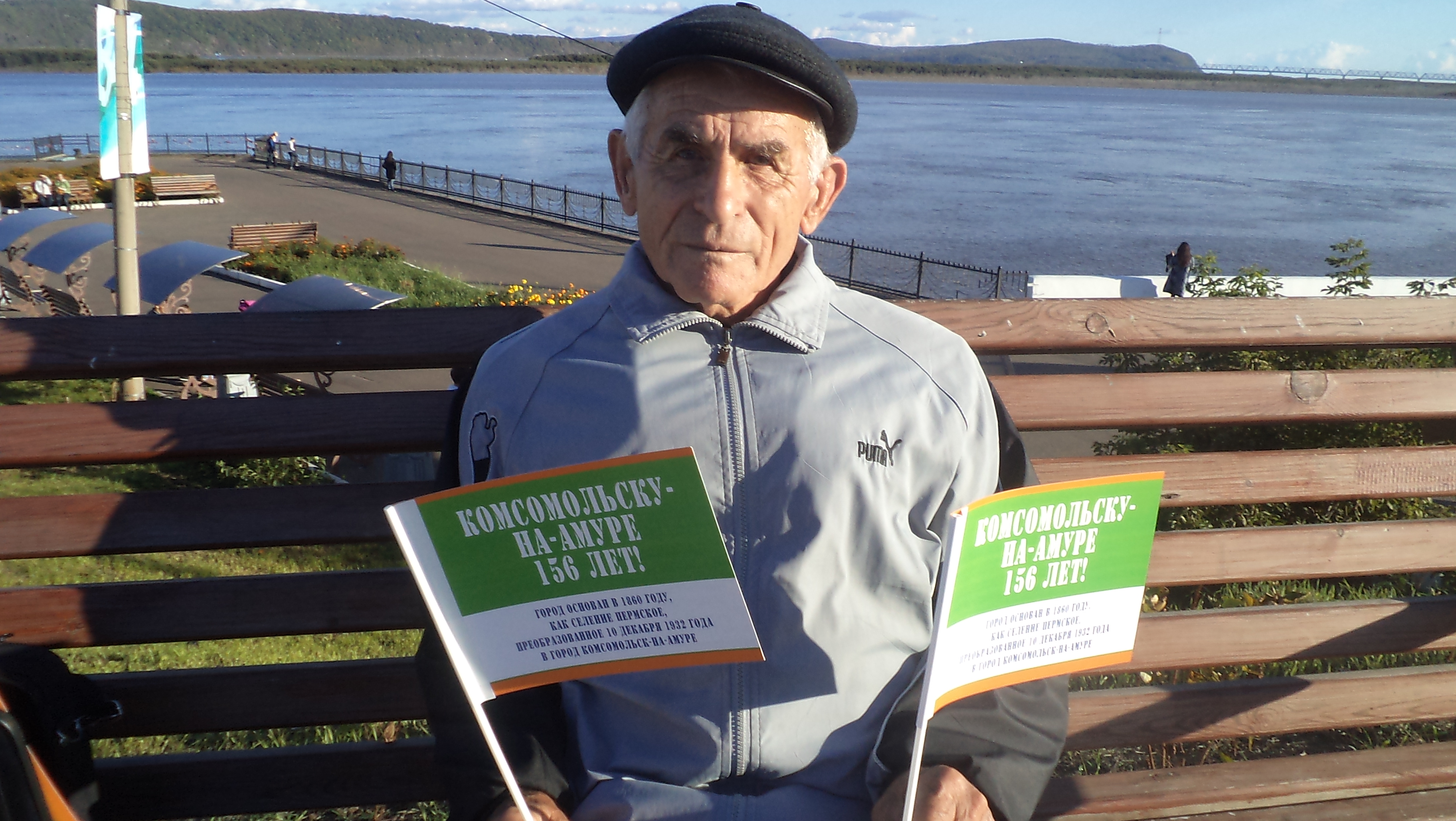
Потомок первых переселенцев Валентин Берсенёв с праздничным флажком в сентябре 2016 года.

С сентября 2016 года в городе отмечается альтернативный официальной версии день рождения Комсомольска-на-Амуре, со дня основания села Пермского, в сентябре 1860 года. Так как полная дата основания села не известна, новый день рождения города отмечается в одни из выходных дней сентября.
В сентябре 2015 года газетой «Наш город» был проведен опрос на тему: «Как вы думаете, стоит ли увеличить возраст Комсомольска с учетом возраста села Пермского?» В опросе приняло участие 314 человек. 53,8% ответили: «нет, это разные населенные пункты, зачем их смешивать»; 28,3% ответили: «да, Комсомольск образовался из села Пермского, так что надо учитывать и его историю»; 17,8% ответили: «мне все равно, я историей не интересуюсь». 

## География
Первый и единственный план земельных угодий села был выполнен окружным землемером Поротовым в 1897 году. Планировка села представляла собой цепочку одноэтажных деревянных жилых домов вдоль единственной дороги от Орлотовского (Большого Силинского) озера до озера Мылки. У самого берега находились ледники, за домами огороды, а дальше — тайга.
Улица села замыкалась с одной стороны сопкой с кладбищем (Аварийной горкой), с другой стороны — площадью перед деревянной церковью.
Село постепенно развивалось и застраивалось по схеме линейного поселения и к 1932 году насчитывало 49 дворов и более 300 жителей. Здания, построенные до 1932 года, не сохранились.

## Население
В 1888 году в нем числилось: часовня во имя Святого пророка Ильи, дворов 26 и жителей 78 мужского и 82 женского пола, итого 160 жителей.
По переписи 1915 года в Пермском проживало 291 человек.
К 1932 году насчитывало 49 дворов, где проживало 360 жителей.

## Экономика
На отвоёванной у леса земле первые поселенцы пытались сеять хлеб, точно так же, как сеяли его на родине за Уральским хребтом. Однако природные условия не позволяли получать хороший урожай, пришлось осваивать новое ремесло. Амур уже в то время был крупнейшей и единственной в тех местах транспортной артерией. Амурские пермяки стали заготавливать дрова для пароходства. Дрова пилили зимой, летом грузили на баржи. Помимо заготовки дров жители занимались извозом. Возили письма, казенные бумаги, пассажиров, различные грузы. Бойко шла торговля, особенно с японцами. Купцы из Страны восходящего солнца привозили практически всё: одежду, обувь, ткани, продукты и т. д. В амурском селе жили лучше, чем в губерниях Центральной России. В домах у крестьян был полный достаток: японская мебель, посуда в кухонном шкафу, у каждого члена семьи своя ложка и тарелка.
В селе имелись также магазин, почтовая станция, мельница.

## Религия
В 1888 году построена часовня. В «Списке о месторасположении церквей и часовен по Софийскому округу» от 31 мая 1894 года дано название Пермской часовни: «Святого Илии Пророка и Иоанна Златоуста». В 1909 году часовня была перестроена жителями села в церковь с одноимённым названием. Церковь стояла на месте сегодняшнего городского автовокзала на высоком берегу Амура.
В 1930 году в селе организовали колхоз, в помещении церкви был устроен клуб для молодежи. С началом строительства города здание бывшей церкви — клуба использовалось как столовая, позже, в 1940-е годы — как пожарная каланча. В конце 1950-х годов от церкви оставалась лишь центральная часть. В начале 1960-х годов здание было полностью разрушено и снесено при начале работ на набережной.

## Образование
В 1894 году (по другим источникам 1893 году) в Пермском открылась частная школа грамотности, в которой обучались 11 лиц мужского пола и 4 — женского: «В Пермской школе состоит учителем отставной канцелярский служитель Дмитрий Попов, школа открыта 15 декабря и содержится исключительно на средства пермских крестьян».